# Mokré Lazce (železniční zastávka)
Mokré Lazce jsou železniční zastávka v katastru stejnojmenné obce, která byla zřízena v roce 1947 na trati mezi Ostravou a Opavou.
Nachází se v Nádražní ulici č. p. 77 za fotbalovým hřištěm. V poli naproti zastávce stojí pěchotní srub. Roku 2006 byla pozastavena vlaková přeprava, která byla nahrazena náhradní autobusovou dopravou, z důvodu rozsáhlé modernizace trati.[zdroj?]
V zastávce zastavují osobní vlaky linky S1 (Opava východ – Ostrava-Svinov). Dříve zde stavěly vlaky, které mířily i do Krnova, Bruntálu, Jeseníku, Mostů u Jablunkova, Ostravy-Kunčice a Děhylova.[zdroj?]